# Toyota Yaris WRC

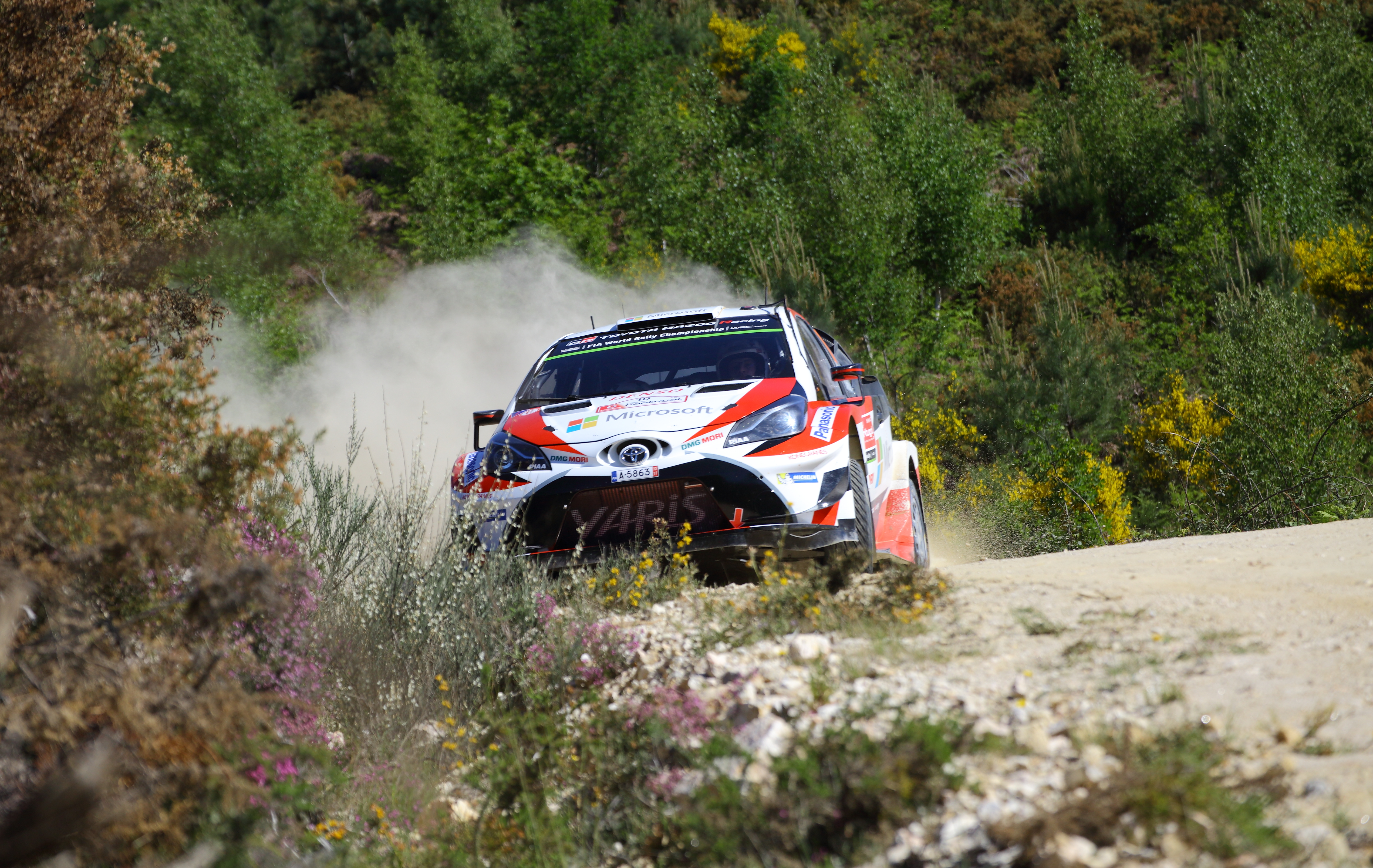
Jari-Matti Latvala under Rally Portugal 2017.

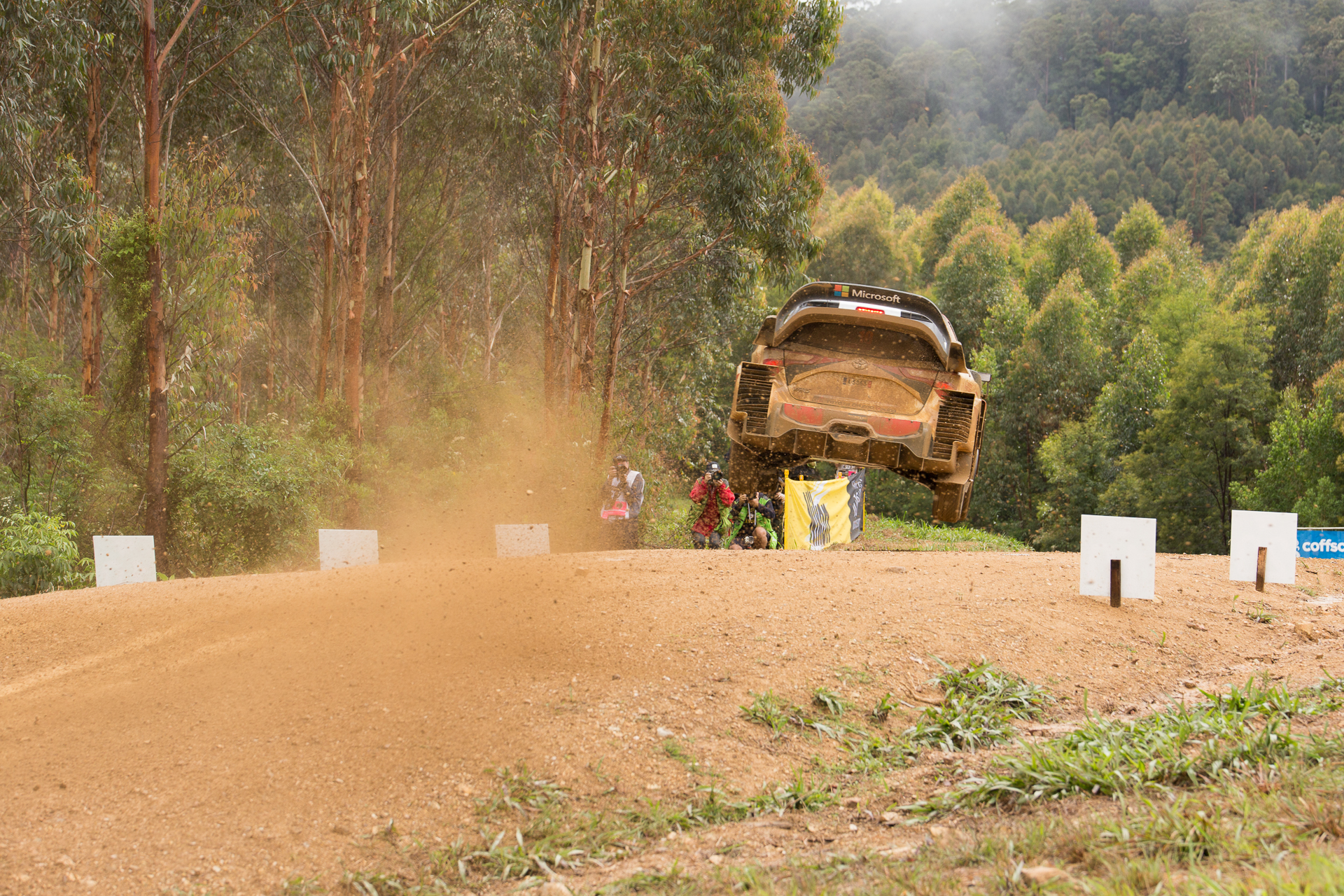
Latvala under Rally Australia 2017.

Toyota Yaris WRC är en World Rally Car utvecklad av Toyotas officiella rallypartner Tommi Mäkinen Racing i Finland, för att tävla i rally-VM. Bilen är baserad på Toyota Yaris, men är utrustad med en 1,6-liters direktinsprutad turbomotor på över 380 hästkrafter.
Förarna under 2019 är Ott Tänak, Kris Meeke och Jari-Matti Latvala.
När Yaris WRC gjorde sin tävlingsdebut 2017 hade det gått nästan 20 år sedan Toyota senaste tävlade i rally-VM. 1999 var det sista året, efter 25 års oavbruten rallyverksamhet som började som Andersson Motorsport GmbH (uppkallat efter grundaren, den legendariske svenske rallyföraren Ove Andersson).
Sedan 1972 har Toyota 158 pallplatser, 46 förstaplatser samt fyra förar- och tre tillverkartitlar i rally.

## Vinster i WRC
| Säsong | Tävling                                                                                    | Förare                            | Co-driver                      |
| ------ | ------------------------------------------------------------------------------------------ | --------------------------------- | ------------------------------ |
| 2017   | Rally Sweden Rally Finland                                                                 | Jari-Matti Latvala Esapekka Lappi | Miikka Anttila Janne Ferm      |
| 2018   | Rally Argentina Rally Finland Rallye Deutschland Rally Turkey Rally Australia              | Ott Tänak Jari-Matti Latvala      | Martin Järveoja Miikka Anttila |
| 2019   | Rally Sweden Rally Chile Rally de Portugal Rally Finland Rallye Deutschland Wales Rally GB | Ott Tänak                         | Martin Järveoja                |
| 2020   | Rally Sweden Rally Mexico                                                                  | Elfyn Evans Sébastien Ogier       | Scott Martin Julien Ingrassia  |